# Taisuke Akiyoshi
Taisuke Akiyoshi (jap. 秋吉 泰佑, Akiyoshi Taisuke; * 18. April 1989 in Kumamoto) ist ein japanischer Fußballspieler.

## Karriere

### Anfänge
Nachdem Akiyoshi ab 2002 für die Schulmannschaft der evangelischen Luther-Gakuin-Mittel- und Oberschule in Kumamoto gespielt hatte, begann er nach seinem Schulabschluss 2008 in Singapur seine Profikarriere bei Albirex Niigata Singapur, dem Kooperationsverein des japanischen Klubs Albirex Niigata. Mit Niigata wurde er 2008 und 2009 7.
Im Januar 2010 wechselte er zum Ligakonkurrenten FC Singapore Armed Forces, mit dem er sich im Februar 2010 in der Qualifikation der Champions League im Elfmeterschießen gegen Muangthong United durchsetzen und sich somit für den Hauptwettbewerb qualifizieren konnte. In der Gruppenphase waren die Forces aber unterlegen.

### Wechsel nach Europa
Im Januar 2012 hätte er nach Kasachstan zu Qaisar Qysylorda wechseln sollen, doch der Wechsel zerschlug sich und so wechselte er im Februar 2012 nach Bulgarien zu Slawia Sofia, wo er einen Vertrag bis Juni 2014 unterschrieb. Er war der erste Japaner in der A Grupa. Im Sommer 2013 wurde sein Vertrag aufgelöst.
Im August 2013 absolvierte er ein Probetraining beim FC Erzgebirge Aue in Deutschland. Der Wechsel kam jedoch nicht zustande und so ging Akiyoshi im Oktober 2013 nach Bosnien und Herzegowina zum NK Zvijezda Gradačac.
Im Juli 2014 absolvierte er in Österreich beim SK Sturm Graz ein Probetraining und wurde am Monatsende auch bis Saisonende verpflichtet. Nachdem er im Winter, da er in der Kaderplanung von Franco Foda keine Rolle mehr spielte, sogar Sonderurlaub bekam, wurde sein Vertrag im Juni 2015 nicht verlängert.

### Rückkehr nach Japan
Im August 2015 kehrte er nach Japan zurück; er wechselte zum Erstligisten Ventforet Kofu. Sein Debüt gab er in der dritten Runde des Kaiserpokals gegen den Ehime FC, wo er in der Verlängerung das Siegtor schoss.
Nachdem es sein einziges Spiel für Kofu in der Saison war, wurde er im Januar 2016 an den Zweitligisten Fagiano Okayama verliehen.
Zur Saison 2017 wechselte er zum Viertligisten ReinMeer Aomori FC.